# Gluzek Gyula
Gluzek Gyula (Lovrin, 1847 – Budapest, 1894. április 23.) mezőgazdász, jószágigazgató.

## Életpályája és munkássága
Tanulmányait a Magyaróvári Gazdasági Akadémián végezte. 1875-ben került Mezőhegyesre, a Magyar Királyi Állami Ménesbirtok jószágkormányzójává nevezték ki. 1876–1892 között irányította a birtokot.
Munkásságával a csőd szélén álló mezőhegyesi birtokot sikerült Európa egyik legnagyobb és legszebb mezőgazdasági gyárává fejlesztenie. Sikereit a szarvasmarha-állomány felfrissítésével, a talajerő megújításával, üzemek (cukorgyár, szeszgyárak, kendergyár, malom) létesítésével, gépesítéssel, iparvasúti hálózat kiépítésével és a vasúthálózatba való bekapcsolásával érte el. Gazdálkodásakor a birtokán termelt búza termésátlaga több mint kétszeresére emelkedett.
1888-ban épült fel az ő tervei alapján a világszabadalomnak számító, ma műemléki védelem alatt álló elevátor-magtár Mezőhegyes határában.
Felesége Niedermann Jolán, Niedermann Gyula pszichiáter, királyi tanácsos lánya volt. 1884. október 16-án a krisztinavárosi plébániatemplomban kötöttek házasságot. Négy gyermekük született: Ferenc (1886–1944), Loránd (1888–1945), Karmen (1889–1972) és Tibor (1891–1953).
Temetésére a Fiumei úti sírkertben került sor.